# デクレ
フランス法においてデクレ（décret）とは、命令制定権（pouvoir réglementaire）を行使する大統領または首相による、一般的または個別的効力を有する執行行為である（第五共和国憲法第21条）。政令（せいれい）・統令（とうれい）と訳されることもある。

## フランスにおける「デクレ」の歴史的変遷

### アンシャン・レジーム
アンシャン・レジームにおいては、デクレとは、刑事手続において用いられた用語であった。そこでは、次の3種のデクレがあった。
1. 召喚デクレ（décret d'assignation）
2. 人的召喚デクレ（décret d'ajournement personnel）：現在の勾引状（mandat d'amener）に相当。
3. 身柄拘束デクレ（décret de prise de corps）：現在の逮捕状（mandat d'arrêt）に相当。

### フランス革命下
憲法制定国民議会においては、立法府が法律となるべきものとして議決する文書がデクレと呼ばれるようになった。すなわち、立法府が国王に提示したデクレが国王裁可を得て法律となるものとされており（法律の裁可および公布に関する憲法の条項についてのデクレ（1789年11月9日））、ほとんどの法律は法令集において「デクレ」の名で掲載された。この用語法は、1791年憲法にも引き継がれた（1791年憲法第3編第3章第3節第6条）。

### 総裁政府
総裁政府の下では、この意味での「デクレ」は「決議」（résolution）に置き換えられ、「デクレ」の語は用いられなくなった。

### 第一帝政
第一帝政期においては、国家元首（フランス皇帝）の発する文書との意味で、「デクレ」の語が再び用いられるようになった。

### 復古王政・七月王政
復古王政期および七月王政期には再び用いられなくなる。「オルドナンス」（ordonnance）という語が命令を示す語としては好まれたためである。

### 第二共和政・第二帝政・第三共和政
1848年の臨時政府においては、「デクレ」は新たに合議制に基づく公式文書を指すものとして用いられた。
続いて、憲法制定議会により、再び、法律としての効力を伴うものとして議会が採択したものを指すようになった。
1848年憲法の公布後、ようやく現在と同様の意味となる。もっとも、第三共和政の終わりまでは、国家元首のみがデクレを発することができた。

### 第四共和政・第五共和政
第四共和政および第五共和政においては、この権限は首相（それぞれ、président du Conseilおよびpremier ministre）にも認められた。

## フランス法秩序におけるデクレ
規範階層（hiérarchie des normes）の中で、デクレは法律（loi）の下位にあり、必ずこれに適合せねばならないが、他方で、アレテには優先する。

### デクレの発効
法律または命令の性質を有するあらゆる文書と同様に、デクレは、署名および場合によっては副署の後に、フランス共和国官報により公布されなければならない。これは、一方では皆に知られるようにするためであり、他方では対抗できるようにするためでもある。
したがって、デクレが発効する日は、あらかじめ特定されていなければ、公布の翌日である。ただし、緊急時にはこの限りではない。
デクレは、国務院における越権訴訟（recours pour excès de pouvoir）の対象となり得る。

## デクレの憲法上の基礎
憲法第13条、第19条、第36条および第37条のみが、一定の命令行為はデクレによらなければならない旨を規定する。
共和国大統領は、大臣会議の議を経たオルドナンスおよびデクレに署名する。

共和国大統領は、国の文武の職を任命する。

国務評定官、レジオンドヌール総裁（grand chancelier de la Légion d'honneur）、特命大使および特命公使、会計院（Cour des comptes）上席判事、知事（préfet）、第74条に規定される海外準県およびニューカレドニアにおける国の代表者、将官、大学区長、中央行政機関の局長は、大臣会議において任命される。

組織法律（loi organique）は、大臣会議において任命すべき他の職に加え、共和国大統領の任命権限が共和国大統領の名において行使されるために共和国大統領によって委任される方法を、決定する。

--第13条

共和国大統領の行為は、第8条（第1項）、第11条、第12条、第16条、第18条、第54条および第61条に規定されたものを除き、首相および、場合により、関係する大臣により副署される。

--第19条

戒厳令（état de siège）は大臣会議デクレによる。12日を超えるその延長は、議会による授権を受けない限り、することができない。

--第36条

法律の範囲にあるもの以外の事項は、命令的性格を有する。

当該事項において制定された法律形式の文書は、国務院の意見を経たデクレにより改正され得る。本憲法の発効後に制定されたかかる文書は、憲法院（conseil constitutionnel）がそれが前項により命令的性格を有するものと宣言しない限り、改正され得ない。

--第37条

こうして、デクレは以下のように分類できる。
- 形式による分類 
  - 共和国大統領デクレ（décret du président de la République）
  - 大臣会議デクレ（décret en Conseil des ministres）
  - 国務院デクレ（décret en Conseil d'État）
  - 単純デクレ（décret simples）

- 内容による分類 
  - 命令デクレ（décret règlementaire）[注釈 1]
    - 施行デクレ（décret d'application）
    - 独立デクレ（décret autonome）

  - 個別デクレ（décret individuel）

## デクレ起草の一般的ルール
例として、デクレ2005-1791号（décret n° 2005-1791）の制定文について見ることにする。
| 冒頭に以下を示す。 - 文書の法的性質 - 年代順の番号 - 署名日 - 題名                                                           | Décret n° 2005-1791 du 31 décembre 2005 créant une délégation interministérielle à l'aménagement et à la compétitivité des territoires （地域整備・競争力省間委員庁を設置する2005年12月31日デクレ2005-1791号） |
| NOR番号 | NOR: INTX0500290D |
| デクレの署名者を冒頭に記載。                                                                                                 | Le Président de la République,（共和国大統領は、） |
| 文書が1または複数の省の部署によって起草された場合には、それらが、署名者に前もって示された報告書の著者として挙げられる。      | Sur le rapport du Premier ministre, du ministre d'Etat, ministre de l'intérieur et de l'aménagement du territoire, et du ministre délégué à l'aménagement du territoire, （総理大臣、国務大臣、内務・国土整備大臣および国土整備担当大臣代理の報告に基づき、） |
| 文書的根拠（visa des textes）が、法規範の階層の通常の順序および年代順に従ってそれぞれ順に記載される。                        | Vu les articles R. 510-2 et R. 510-13 du code de l'urbanisme ; （都市法典R.510-2条およびR.510-3条に鑑み、） Vu le décret n° 87-389 du 15 juin 1987, modifié par le décret n° 2005-124 du 14 février 2005, relatif à l'organisation des services d'administration centrale ; （中央行政機関の組織に関する、2005年2月14日デクレ2005-124号による改正後の1987年6月15日デクレ87-389号に鑑み、） Vu le décret n° 92-604 du 1er juillet 1992 modifié portant charte de la déconcentration ; （地方分散憲章のための改正後の1992年7月1日デクレ92-604号に鑑み、） Vu le décret n° 2005-670 du 16 juin 2005 relatif aux attributions du ministre de l'emploi, de la cohésion sociale et du logement ; （雇用・社会的団結・住宅大臣の職権に関する2005年6月16日デクレ2005-670号に鑑み、） Vu le décret n° 2005-671 du 16 juin 2005 relatif aux attributions du ministre de l'économie, des finances et de l'industrie ; （経済・財政・産業大臣の職権に関する2005年6月16日デクレ2005-671号に鑑み、） Vu le décret n° 2005-1270 du 12 octobre 2005 relatif à la création du comité interministériel d'aménagement et de compétitivité des territoires ; （地域整備・競争力省間委員会の設置に関する2005年10月12日デクレ2005-1270号に鑑み、） |
| 場合によっては、諮問的根拠（visa des consultations）として、他の文書により付託が義務づけられた組織の諮問的意見が記載される。 | Vu l'avis du comité technique paritaire spécial institué auprès du délégué à l'aménagement du territoire et à l'action régionale en date du 8 novembre 2005 ; （2005年11月8日付けの国土整備・地域活動庁長官に付設された特別同数技術委員会の意見に鑑み、） Vu l'avis du comité technique paritaire ministériel placé auprès du Premier ministre en date du 10 novembre 2005 ; （2005年11月10日付けの総理大臣に付置された省付同数技術委員会の意見に鑑み、） |
| 最後のこの2つの記載は、このデクレが同時に国務院デクレであり大臣会議デクレであることを意味する。                              | Le Conseil d'Etat (section de l'intérieur) entendu ; （国務院（内務部）の了解を経て、） Le conseil des ministres entendu, （大臣会議の了解を経て、） Décrète : （デクレを発する。） |